# 에드 윈

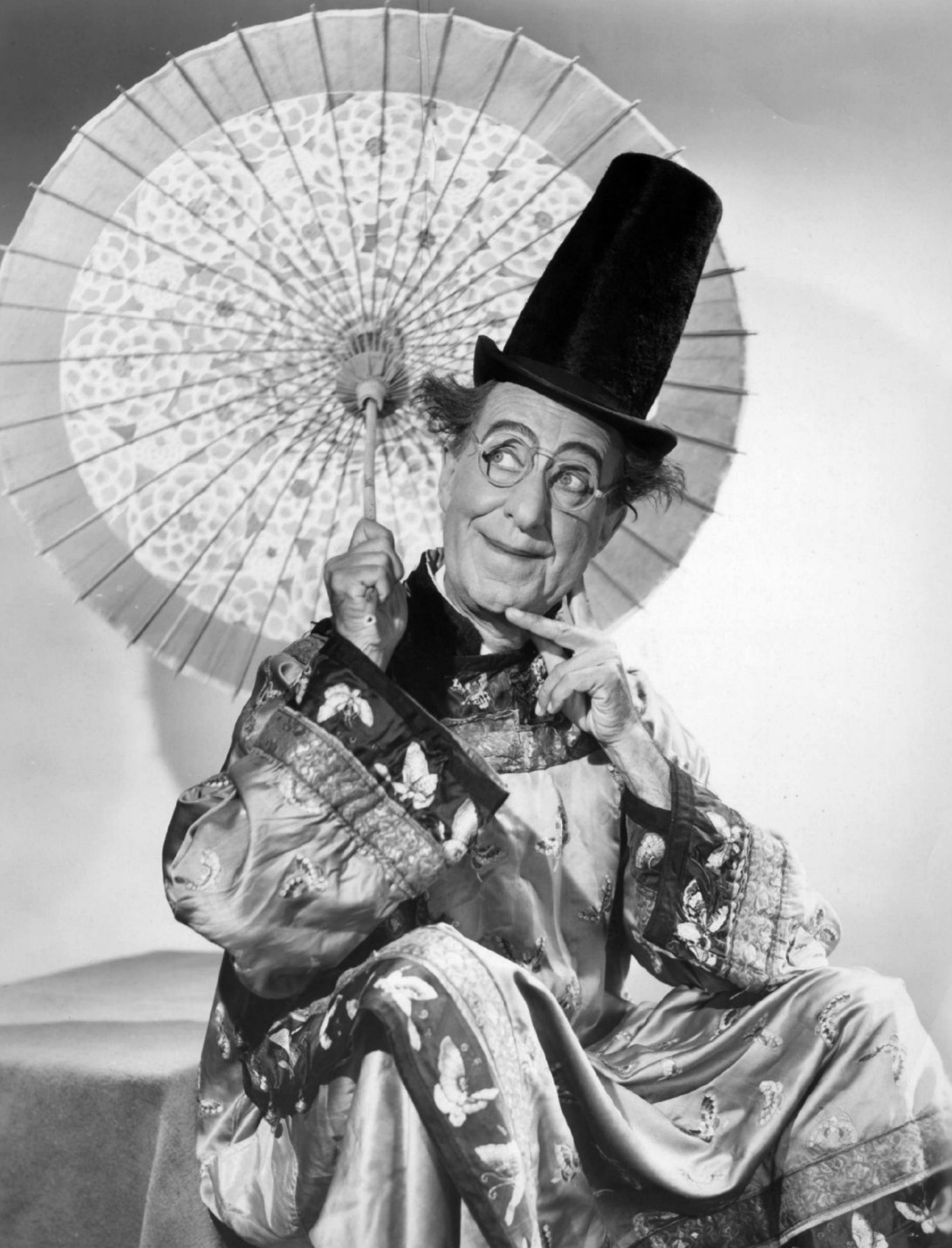

에드 윈(Ed Wynn, 1886년 11월 9일 ~ 1966년 6월 19일)는 미국의 연극 배우, 영화배우, 텔레비전 배우, 라디오 DJ이다.
필라델피아에서 태어났으며 베벌리힐스에서 사망하였다. 사인은 식도암이다. 포리스트 론 메모리얼 파크에 매장되었다.

## 영화
- 난쟁이 왕국 (1967년)
- 도즈 캘로웨이스 (1965년)
- 최고의 이야기 (1965년)
- 명탐정 디씨 (1965년)
- 내 사랑 비비 (1965년)
- 팻시 (1964년)
- 메리 포핀스 (1964년)
- 건망증 선생님 2 (1963년)
- 장난감 나라 (1961년)
- 건망증 선생님 (1961년)
- 신더펠라 (1960년)
- 안네의 일기 (1959년)
- 선셋 77번가 (1958년)
- 그레이트 맨 (1956년)
- 디즈니랜드 (1954년) - 알프레드 역
- 이상한 나라의 앨리스 (1951년)
- 스테이지 도어 캔틴 (1943년)
- 더 치프 (1933년)